# Galactia microphylla
Galactia microphylla är en ärtväxtart som först beskrevs av Chapman, och fick sitt nu gällande namn av William Hall och Lester Frank Ward. Galactia microphylla ingår i släktet Galactia och familjen ärtväxter. Inga underarter finns listade i Catalogue of Life.